# Fed Cup 2009 Zona Americana Group II - Pool B
Il Gruppo B della zona Americana Group II nella Fed Cup 2009 è uno dei 2 gruppi in cui è suddiviso il Group II della zona Americana. Cinque squadre si sono scontrate in un girone all'italiana.
|   | Pool B            | Cuba | Bolivia | Guatemala | Rep. Dominicana | Trinidad e Tobago |
| 1 | Cuba              |      | 3-0     | 3-0       | 3-0             | 3-0               |
| 2 | Bolivia           | 0-3  |         | 1-2       | 2-1             | 3-0               |
| 3 | Guatemala         | 0-3  | 2-1     |           | 1-2             | 3-0               |
| 4 | Rep. Dominicana   | 0-3  | 1-2     | 2-1       |                 | 1-2               |
| 5 | Trinidad e Tobago | 0-3  | 0-3     | 0-3       | 2-1             |                   |

## R. Dominicana vs. Guatemala
| Rep. Dominicana 2 | Pabellón de Tenis, Santo Domingo, Repubblica Dominicana 21 aprile 2009 cemento | Pabellón de Tenis, Santo Domingo, Repubblica Dominicana 21 aprile 2009 cemento      | Guatemala 1 |     |   |  |
| \| \| \| \| 1 \| 2 \| 3 \| \| \| - \| \| ----------------------------------------------------------------------------------- \| --- \| --- \| - \| \| \| 1 \| \| Chandra Capozzi Ana Lilyan Guzmán \| 6 4 \| 6 4 \| \| \| \| 2 \| \| Francesca Segarelli Paulina Schippers \| 6 0 \| 6 4 \| \| \| \| 3 \| \| Sally Bogaert Morel / Katherine Hoepelman Ana Lilyan Guzmán / Kirsten Andrea Weedon \| 0 6 \| 1 6 \| \| \| |                                                                                |                                                                                     |             |     |   |  |
| |                                                                                |                                                                                     | 1           | 2   | 3 |  |
| 1 | Rep. Dominicana (bandiera) · Guatemala (bandiera)                              | Chandra Capozzi Ana Lilyan Guzmán                                                   | 6 4         | 6 4 |   |  |
| 2 | Rep. Dominicana (bandiera) · Guatemala (bandiera)                              | Francesca Segarelli Paulina Schippers                                               | 6 0         | 6 4 |   |  |
| 3 | Rep. Dominicana (bandiera) · Guatemala (bandiera)                              | Sally Bogaert Morel / Katherine Hoepelman Ana Lilyan Guzmán / Kirsten Andrea Weedon | 0 6         | 1 6 |   |  |

## Trinidad&Tobago vs. Cuba
| Trinidad e Tobago 0 | Pabellón de Tenis, Santo Domingo, Repubblica Dominicana 21 aprile 2009 cemento | Pabellón de Tenis, Santo Domingo, Repubblica Dominicana 21 aprile 2009 cemento | Cuba 3 |     |   |  |
| \| \| \| \| 1 \| 2 \| 3 \| \| \| - \| \| ---------------------------------------------------------------------------- \| --- \| --- \| - \| \| \| 1 \| \| Lee-Anne Lingo Yamile Fors Guerra \| 0 6 \| 0 6 \| \| \| \| 2 \| \| Carlista Mohammed Misleydis Díaz González \| 0 6 \| 1 6 \| \| \| \| 3 \| \| Dayna Grazette / Carlista Mohammed Lumay Díaz Hernández / Yamile Fors Guerra \| 5 7 \| 1 6 \| \| \| |                                                                                |                                                                                |        |     |   |  |
| |                                                                                |                                                                                | 1      | 2   | 3 |  |
| 1 | Trinidad e Tobago (bandiera) · Cuba (bandiera)                                 | Lee-Anne Lingo Yamile Fors Guerra                                              | 0 6    | 0 6 |   |  |
| 2 | Trinidad e Tobago (bandiera) · Cuba (bandiera)                                 | Carlista Mohammed Misleydis Díaz González                                      | 0 6    | 1 6 |   |  |
| 3 | Trinidad e Tobago (bandiera) · Cuba (bandiera)                                 | Dayna Grazette / Carlista Mohammed Lumay Díaz Hernández / Yamile Fors Guerra   | 5 7    | 1 6 |   |  |

## Trinidad&Tobago vs. Bolivia
| Trinidad e Tobago 0 | Pabellón de Tenis, Santo Domingo, Repubblica Dominicana 22 aprile 2009 cemento | Pabellón de Tenis, Santo Domingo, Repubblica Dominicana 22 aprile 2009 cemento | Bolivia 3 |     |   |  |
| \| \| \| \| 1 \| 2 \| 3 \| \| \| - \| \| ------------------------------------------------------------------------- \| --- \| --- \| - \| \| \| 1 \| \| Dayna Grazette María Paula Deheza \| 4 6 \| 2 6 \| \| \| \| 2 \| \| Lee-Anne Lingo Daniela Trigo \| 3 6 \| 4 6 \| \| \| \| 3 \| \| Lee-Anne Lingo / Carlista Mohammed María Paula Deheza / María Inés Deheza \| 1 6 \| 2 6 \| \| \| |                                                                                |                                                                                |           |     |   |  |
| |                                                                                |                                                                                | 1         | 2   | 3 |  |
| 1 | Trinidad e Tobago (bandiera) · Bolivia (bandiera)                              | Dayna Grazette María Paula Deheza                                              | 4 6       | 2 6 |   |  |
| 2 | Trinidad e Tobago (bandiera) · Bolivia (bandiera)                              | Lee-Anne Lingo Daniela Trigo                                                   | 3 6       | 4 6 |   |  |
| 3 | Trinidad e Tobago (bandiera) · Bolivia (bandiera)                              | Lee-Anne Lingo / Carlista Mohammed María Paula Deheza / María Inés Deheza      | 1 6       | 2 6 |   |  |

## R. Dominicana vs. Cuba
| Rep. Dominicana 0 | Pabellón de Tenis, Santo Domingo, Repubblica Dominicana 22 aprile 2009 cemento | Pabellón de Tenis, Santo Domingo, Repubblica Dominicana 22 aprile 2009 cemento  | Cuba 3 |     |     |  |
| \| \| \| \| 1 \| 2 \| 3 \| \| \| - \| \| ------------------------------------------------------------------------------- \| ---- \| --- \| --- \| \| \| 1 \| \| Chandra Capozzi Yamile Fors Guerra \| 65 7 \| 1 6 \| \| \| \| 2 \| \| Francesca Segarelli Misleydis Díaz González \| 7 5 \| 1 6 \| 4 6 \| \| \| 3 \| \| Chandra Capozzi / Francesca Segarelli Lumay Díaz Hernández / Yamile Fors Guerra \| 3 6 \| 2 6 \| \| \| |                                                                                |                                                                                 |        |     |     |  |
| |                                                                                |                                                                                 | 1      | 2   | 3   |  |
| 1 | Rep. Dominicana (bandiera) · Cuba (bandiera)                                   | Chandra Capozzi Yamile Fors Guerra                                              | 65 7   | 1 6 |     |  |
| 2 | Rep. Dominicana (bandiera) · Cuba (bandiera)                                   | Francesca Segarelli Misleydis Díaz González                                     | 7 5    | 1 6 | 4 6 |  |
| 3 | Rep. Dominicana (bandiera) · Cuba (bandiera)                                   | Chandra Capozzi / Francesca Segarelli Lumay Díaz Hernández / Yamile Fors Guerra | 3 6    | 2 6 |     |  |

## Cuba vs. Bolivia
| Cuba 3 | Pabellón de Tenis, Santo Domingo, Repubblica Dominicana 23 aprile 2009 cemento | Pabellón de Tenis, Santo Domingo, Repubblica Dominicana 23 aprile 2009 cemento   | Bolivia 0 |      |   |  |
| \| \| \| \| 1 \| 2 \| 3 \| \| \| - \| \| -------------------------------------------------------------------------------- \| ---- \| ---- \| - \| \| \| 1 \| \| Yamile Fors Guerra María Inés Deheza \| 6 1 \| 6 2 \| \| \| \| 2 \| \| Misleydis Díaz González Daniela Trigo \| 6 1 \| 6 2 \| \| \| \| 3 \| \| Lumay Díaz Hernández / Yamile Fors Guerra María Inés Deheza / María Paula Deheza \| 7 64 \| 7 65 \| \| \| |                                                                                |                                                                                  |           |      |   |  |
| |                                                                                |                                                                                  | 1         | 2    | 3 |  |
| 1 | Cuba (bandiera) · Bolivia (bandiera)                                           | Yamile Fors Guerra María Inés Deheza                                             | 6 1       | 6 2  |   |  |
| 2 | Cuba (bandiera) · Bolivia (bandiera)                                           | Misleydis Díaz González Daniela Trigo                                            | 6 1       | 6 2  |   |  |
| 3 | Cuba (bandiera) · Bolivia (bandiera)                                           | Lumay Díaz Hernández / Yamile Fors Guerra María Inés Deheza / María Paula Deheza | 7 64      | 7 65 |   |  |

## Trinidad&Tobago vs. Guatemala
| Trinidad e Tobago 0 | Pabellón de Tenis, Santo Domingo, Repubblica Dominicana 23 aprile 2009 cemento | Pabellón de Tenis, Santo Domingo, Repubblica Dominicana 23 aprile 2009 cemento | Guatemala 3 |     |   |  |
| \| \| \| \| 1 \| 2 \| 3 \| \| \| - \| \| ---------------------------------------------------------------------------- \| --- \| --- \| - \| \| \| 1 \| \| Dayna Grazette Paulina Schippers \| 2 6 \| 5 7 \| \| \| \| 2 \| \| Lee-Anne Lingo Kirsten Andrea Weedon \| 0 6 \| 1 6 \| \| \| \| 3 \| \| Lee-Anne Lingo / Carlista Mohammed Ana Lilyan Guzmán / Kirsten Andrea Weedon \| 4 6 \| 0 6 \| \| \| |                                                                                |                                                                                |             |     |   |  |
| |                                                                                |                                                                                | 1           | 2   | 3 |  |
| 1 | Trinidad e Tobago (bandiera) · Guatemala (bandiera)                            | Dayna Grazette Paulina Schippers                                               | 2 6         | 5 7 |   |  |
| 2 | Trinidad e Tobago (bandiera) · Guatemala (bandiera)                            | Lee-Anne Lingo Kirsten Andrea Weedon                                           | 0 6         | 1 6 |   |  |
| 3 | Trinidad e Tobago (bandiera) · Guatemala (bandiera)                            | Lee-Anne Lingo / Carlista Mohammed Ana Lilyan Guzmán / Kirsten Andrea Weedon   | 4 6         | 0 6 |   |  |

## Guatemala vs. Bolivia
| Guatemala 2 | Pabellón de Tenis, Santo Domingo, Repubblica Dominicana 24 aprile 2009 cemento | Pabellón de Tenis, Santo Domingo, Repubblica Dominicana 24 aprile 2009 cemento   | Bolivia 1 |     |     |  |
| \| \| \| \| 1 \| 2 \| 3 \| \| \| - \| \| -------------------------------------------------------------------------------- \| --- \| --- \| --- \| \| \| 1 \| \| Ana Lilyan Guzmán María Paula Deheza \| 6 2 \| 1 6 \| 6 4 \| \| \| 2 \| \| Paulina Schippers Daniela Trigo \| 6 7 \| 7 5 \| 3 6 \| \| \| 3 \| \| Ana Lilyan Guzmán / Kirsten Andrea Weedon María Inés Deheza / María Paula Deheza \| 6 0 \| 2 6 \| 6 3 \| \| |                                                                                |                                                                                  |           |     |     |  |
| |                                                                                |                                                                                  | 1         | 2   | 3   |  |
| 1 | Guatemala (bandiera) · Bolivia (bandiera)                                      | Ana Lilyan Guzmán María Paula Deheza                                             | 6 2       | 1 6 | 6 4 |  |
| 2 | Guatemala (bandiera) · Bolivia (bandiera)                                      | Paulina Schippers Daniela Trigo                                                  | 6 7       | 7 5 | 3 6 |  |
| 3 | Guatemala (bandiera) · Bolivia (bandiera)                                      | Ana Lilyan Guzmán / Kirsten Andrea Weedon María Inés Deheza / María Paula Deheza | 6 0       | 2 6 | 6 3 |  |

## R. Dominicana vs. Trinidad&Tobago
| Rep. Dominicana 1 | Pabellón de Tenis, Santo Domingo, Repubblica Dominicana 24 aprile 2009 cemento | Pabellón de Tenis, Santo Domingo, Repubblica Dominicana 24 aprile 2009 cemento | Trinidad e Tobago 2 |      |     |  |
| \| \| \| \| 1 \| 2 \| 3 \| \| \| - \| \| ---------------------------------------------------------------------------- \| --- \| ---- \| --- \| \| \| 1 \| \| Katherine Hoepelman Dayna Grazette \| 1 6 \| 0 6 \| \| \| \| 2 \| \| Francesca Segarelli Carlista Mohammed \| 6 0 \| 6 2 \| \| \| \| 3 \| \| Katherine Hoepelman / Francesca Segarelli Dayna Grazette / Carlista Mohammed \| 6 2 \| 65 7 \| 3 6 \| \| |                                                                                |                                                                                |                     |      |     |  |
| |                                                                                |                                                                                | 1                   | 2    | 3   |  |
| 1 | Rep. Dominicana (bandiera) · Trinidad e Tobago (bandiera)                      | Katherine Hoepelman Dayna Grazette                                             | 1 6                 | 0 6  |     |  |
| 2 | Rep. Dominicana (bandiera) · Trinidad e Tobago (bandiera)                      | Francesca Segarelli Carlista Mohammed                                          | 6 0                 | 6 2  |     |  |
| 3 | Rep. Dominicana (bandiera) · Trinidad e Tobago (bandiera)                      | Katherine Hoepelman / Francesca Segarelli Dayna Grazette / Carlista Mohammed   | 6 2                 | 65 7 | 3 6 |  |

## R. Dominicana vs. Bolivia
| Rep. Dominicana 1 | Pabellón de Tenis, Santo Domingo, Repubblica Dominicana 25 aprile 2009 cemento | Pabellón de Tenis, Santo Domingo, Repubblica Dominicana 25 aprile 2009 cemento   | Bolivia 2 |     |   |  |
| \| \| \| \| 1 \| 2 \| 3 \| \| \| - \| \| -------------------------------------------------------------------------------- \| --- \| --- \| - \| \| \| 1 \| \| Sally Bogaert Morel María Paula Deheza \| 0 6 \| 1 6 \| \| \| \| 2 \| \| Francesca Segarelli Daniela Trigo \| 6 1 \| 6 0 \| \| \| \| 3 \| \| Sally Bogaert Morel / Francesca Segarelli María Paula Deheza / María Inés Deheza \| 1 6 \| 0 6 \| \| \| |                                                                                |                                                                                  |           |     |   |  |
| |                                                                                |                                                                                  | 1         | 2   | 3 |  |
| 1 | Rep. Dominicana (bandiera) · Bolivia (bandiera)                                | Sally Bogaert Morel María Paula Deheza                                           | 0 6       | 1 6 |   |  |
| 2 | Rep. Dominicana (bandiera) · Bolivia (bandiera)                                | Francesca Segarelli Daniela Trigo                                                | 6 1       | 6 0 |   |  |
| 3 | Rep. Dominicana (bandiera) · Bolivia (bandiera)                                | Sally Bogaert Morel / Francesca Segarelli María Paula Deheza / María Inés Deheza | 1 6       | 0 6 |   |  |

## Cuba vs. Guatemala
| Cuba 3 | Pabellón de Tenis, Santo Domingo, Repubblica Dominicana 25 aprile 2009 cemento | Pabellón de Tenis, Santo Domingo, Repubblica Dominicana 25 aprile 2009 cemento      | Guatemala 0 |     |   |  |
| \| \| \| \| 1 \| 2 \| 3 \| \| \| - \| \| ----------------------------------------------------------------------------------- \| --- \| --- \| - \| \| \| 1 \| \| Yamile Fors Guerra Ana Lilyan Guzmán \| 6 2 \| 6 2 \| \| \| \| 2 \| \| Misleydis Díaz González Kirsten Andrea Weedon \| 6 4 \| 6 2 \| \| \| \| 3 \| \| Misleydis Díaz González / Lumay Díaz Hernández Isabella Escobar / Paulina Schippers \| 6 0 \| 6 1 \| \| \| |                                                                                |                                                                                     |             |     |   |  |
| |                                                                                |                                                                                     | 1           | 2   | 3 |  |
| 1 | Cuba (bandiera) · Guatemala (bandiera)                                         | Yamile Fors Guerra Ana Lilyan Guzmán                                                | 6 2         | 6 2 |   |  |
| 2 | Cuba (bandiera) · Guatemala (bandiera)                                         | Misleydis Díaz González Kirsten Andrea Weedon                                       | 6 4         | 6 2 |   |  |
| 3 | Cuba (bandiera) · Guatemala (bandiera)                                         | Misleydis Díaz González / Lumay Díaz Hernández Isabella Escobar / Paulina Schippers | 6 0         | 6 1 |   |  |